# 도쿄도도 제12호선
도쿄도도 제12호선(일본어: 東京都道12号調布田無線, 도쿄도도 제12호 조후 다나시선)은 도쿄도 조후시와 니시토쿄시를 잇는 주요 지방도로, 총 연장은 10.561 km이다.

## 노선 정보
- 기점 : 조후시 고지마초 1초메 도쿄도도 제119호 기타우라 가미이시하라선(일본어판) 교점 (고지마초 1초메 교차로)
- 종점 : 니시토쿄시 (다나시초 3초메 교차로)
- 노선 연장 : 10,561 m (2013년 4월 1일 기준)
- 면적 : 190,380 제곱미터
- 도시 계획 노선명 : 미타카 3·2·6, 미타카 3·4·7, 조후 3·2·6, 무사시노 3·4·22, 니시토쿄 3·4·20 등
- 도도 인정 요건 : 주요지와 주요지를 서로 이어주는 도로

## 노선 개황
본선의 기점에서 미타카 즈카 교차로까지는 지선으로, 즈카 교차로에서 세키마에 1초메까지는 다마난보쿠 도로 1호선의 일부 구간을 이룬다.

### 중복 구간
- 도쿄도도 제19호선 : 기점 - 고지마초 1초메 국도 20호와의 교점 (고지마초 교차로)
- 도쿄도도 제134호선 : 미타카시 가미렌자쿠(일본어판) 7초메 (미타카 즈카 교차로) - 미타카시 이구치 1초메 (니세키뵤인미나미 교차로)
- 도쿄도도 제123호선 (도쿄도 무사시노시 사카이 2초메 교차로) 무사시사카이역 북부 출구 - 도시계획도로 사카이 3·4·7호선과의 교점

## 지리

### 통과하는 지자체
- 도쿄도
  - 조후시
  - 미타카시
  - 무사시노시
  - 니시토쿄시

### 교차하는 도로
국도
- 국도 제20호선

도도 (都道)
- 도쿄도도 제229호선
- 도쿄도도 제19호선
- 도쿄도도 제14호선
- 도쿄도도 제110호선
- 도쿄도도 제134호선
- 도쿄도도 제123호선
- 도쿄도도 제7호선
- 도쿄도도 제5호선
- 도쿄도도 제4호선

### 연선 시설
- 조후역
- 전기통신 대학(일본어판)
- 진다이 식물공원(일본어판)
- 도쿄도립 조후키타 고등학교(일본어판)
- 일본적십자간호대학(일본어판)
- 일본수의생명과학대학(일본어판)
- 무사시사카이역
- 무사시노 대학(일본어판, 중국어판)
- 다나시역